# Kākhk
Kākhk (persiska: کاخک, Kākhak, Kākh) är en ort i Iran.   Den ligger i provinsen Khorasan, i den östra delen av landet, 700 km öster om huvudstaden Teheran. Kākhk ligger 1 601 meter över havet och antalet invånare är 4 015.
Terrängen runt Kākhk är huvudsakligen kuperad, men åt nordväst är den platt.Runt Kākhk är det mycket glesbefolkat, med 5 invånare per kvadratkilometer. Kākhk är det största samhället i trakten. Trakten runt Kākhk är ofruktbar med lite eller ingen växtlighet.